# Vysočanská mlékárna
Vysočanská mlékárna byl průmyslový areál v pražských Vysočanech ve Freyově ulici, který se nacházel na západní straně náměstí OSN mezi radnicí a pivovarem.

## Historie

### Počátky provozu

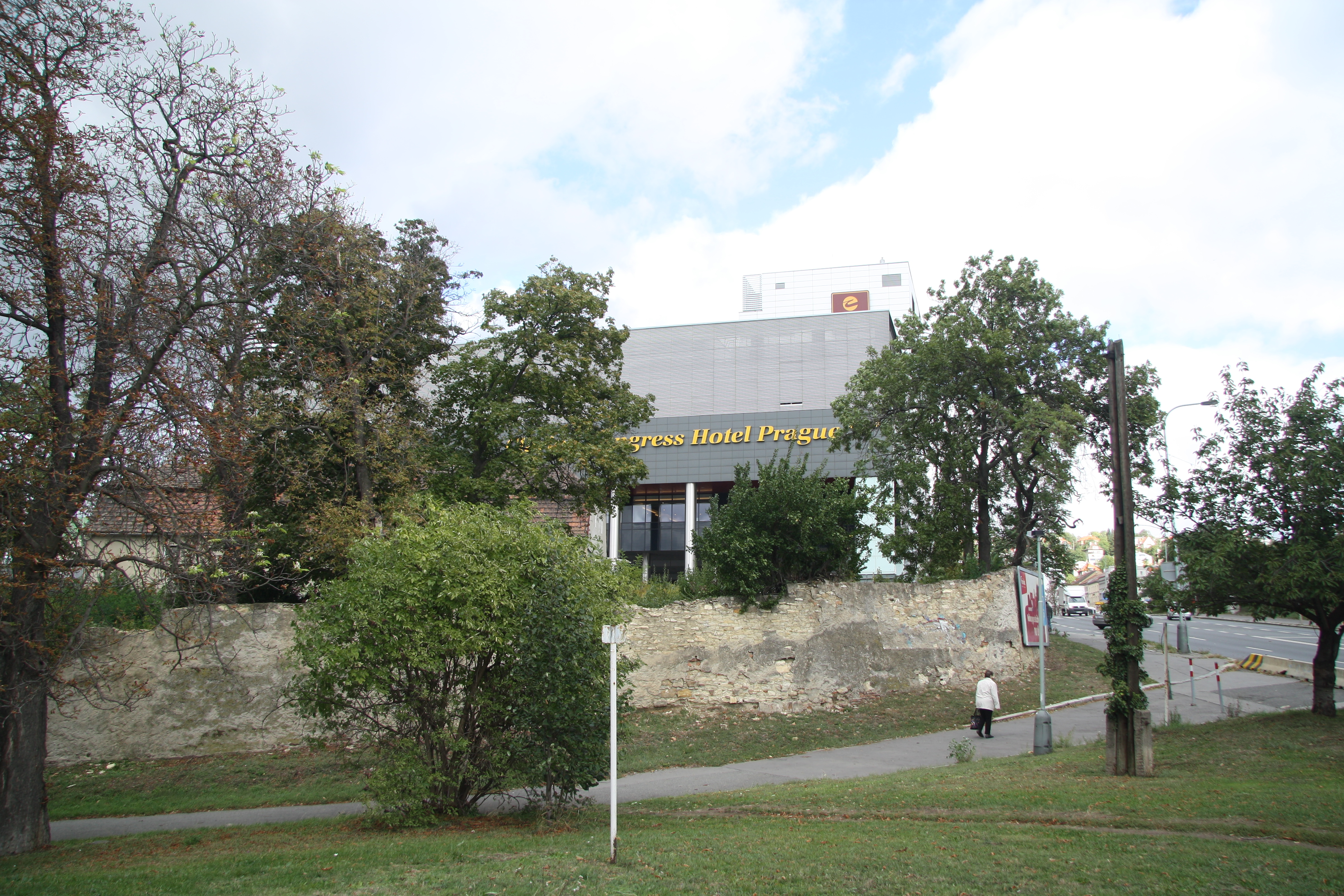
Poloha vysočanské mlékárny (v popředí pozůstatek vysočanské tvrze)

Bedřich Frey starší si v polovině 19. století ve Vysočanech od pražských dominikánů pronajal část Menšího apolinářského dvora, později celý statek odkoupil. Jeho syn Bedřich Frey mladší v něm roku 1889 nechal založit malou mlékárnu.
Mlékárna postupně rozšiřovala svou výrobu, a proto byla v letech 1895–1896 přestavěna a modernizována. K roku 1897 zastavěná plocha mlékárny činila 1224 m², ve výrobě pracovalo 145 osob a mléko bylo rozváženo 24 vozy. Podle výroční zprávy tehdy bylo do provozu parní mlékárny Bedřicha rytíře Freye z Freyenfelsu zapojeno sedm hlavních místností:
1. kotelna, vybavená dvěma kotli s rourovým systémem Cornwal a Peltzlovými filtry kouře;
2. chladírna, zařízená chladicími stroji Windhausen;
3. vstupní sklad, kde byla kontrolována jakost dováženého mléka;
4. sál s pasterizačními stroji, dánskými odstředivkami značky Burmeister & Wains a chladiči tekutých mléčných výrobků;
5. místnost na výrobu másla;
6. místnost na čištění lahví a nádob;
7. sýrárna, sloužící především k výrobě tvarohu.[2]

Mléčné výrobky byly skladovány ve sklepích pod provozními místnostmi. Tyto sklepy byly chlazeny vodním potrubím na teplotu 6 °C. Vedle jmenovaných sedmi provozů se v areálu mlékárny nacházely ještě další služební budovy, například kovářské a kolářské dílny, koňské stáje a vozy. Mlékárna dále vlastnila několik dvorů s dojnicemi. Denně bylo přijato až 20 000 litrů mléka od 3 000 krav, ze kterého se vyrábělo několik druhů pasterovaného mléka a smetany, dětské mléko, odstředěné („sbírané“) mléko, máslo, tvaroh a syrovátka. Litr vysočanského mléka se v roce 1897 prodával za 12 krejcarů a 250 g másla za 40 krejcarů.

### Akciová společnost
Po smrti Freye mladšího v roce 1901 mlékárnu převzal jeho adoptivní syn Bedřich Eduard Strohmayer-Frey. Ten v roce 1933 z podniku vytvořil akciovou společnost Vysočanská mlékarna B. Frey, a. s. a stal se jejím předsedou. Ve stejném roce byla zakoupena tavička sýra.
Produkce mlékárny se nadále zvětšovala, v roce 1935 to bylo již 15 000 litrů mléka denně. Firma v domě U Šenfloků (vedle hotelu Evropa) na Václavském náměstí zřídila mléčný bar a provozovala v Praze okolo 70 prodejen. Mléčné výrobky dodávala i do tzv. Mlíkárny v Riegrových sadech.

### Národní podnik
Mlékárna byla společně se sousedními budovami těžce poničena spojeneckým bombardováním 25. března 1945. Po skončení války byla výroba obnovena, firma ovšem přešla pod národní správu a Strohmayer-Frey s rodinou emigroval do Rakouska.
1. ledna 1948 byl podnik znárodněn a stal se součástí Pražských mlékáren, n. p. Mlékárny byly v roce 1953 začleněny do Pražského mlékárenského trustu a v roce 1963 konsolidovány jako Laktos, n. p.
V rámci podniku Laktos tvořila vysočanská mlékárna závod 03 a fungovala až do 80. let, kdy byla výroba přenesena do nové Kyjské mlékárny, vysočanský závod uzavřen a zbourán. Na jeho místě vyrostla prodejna potravin. Tu počátkem nového tisíciletí nahradilo nákupní centrum Fénix. Mlékárnu tak připomíná pouze název přilehlé Mlékárenské ulice.